# Perorální podání

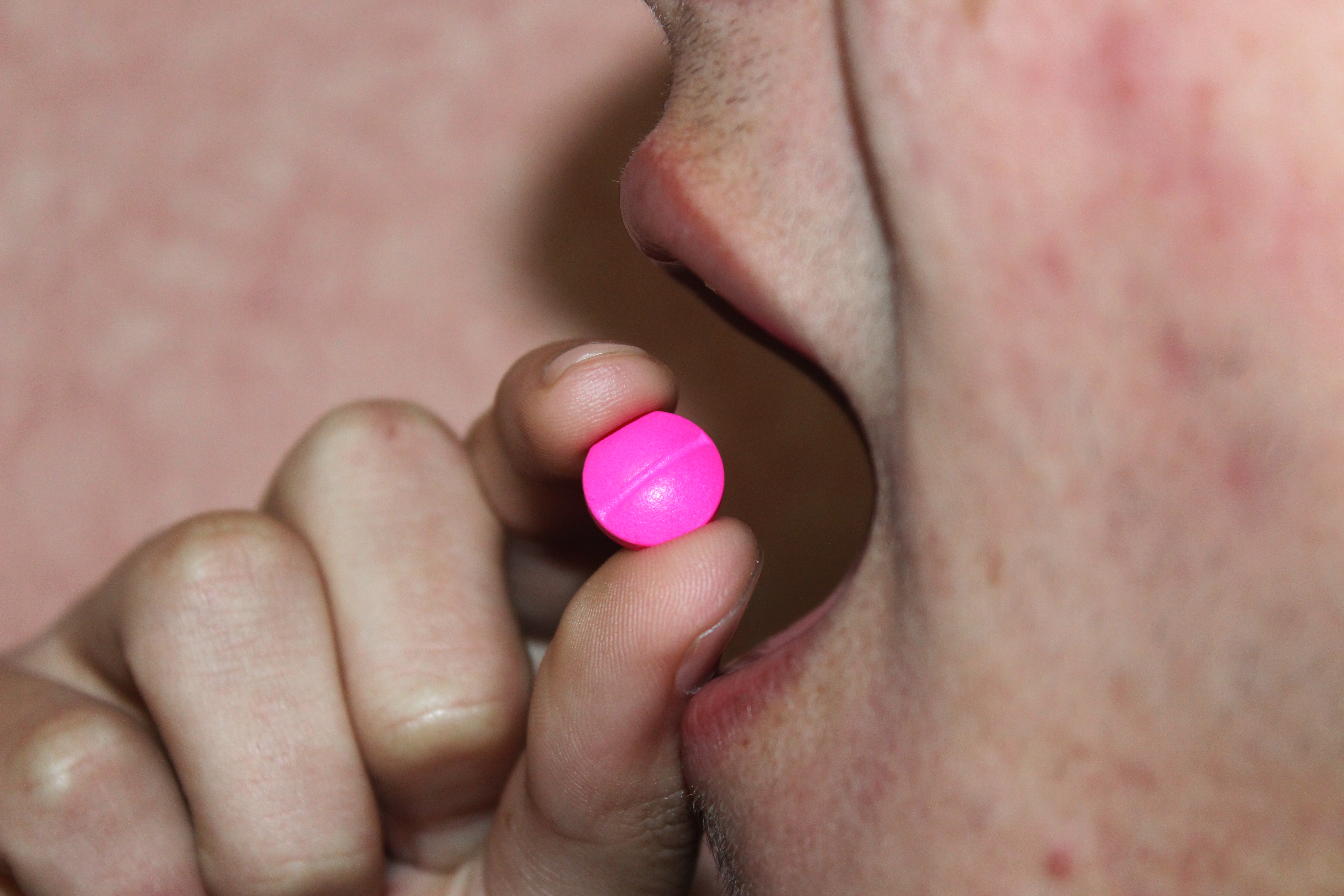
Vzorová ukázka perorálního podání léku ve formě tablety

Perorální podání, orální podání nebo ústní podání (zkratky per os, p.o.) označuje aplikaci / způsob podání potravy nebo léku ústy. Lék může být ve formě roztoku, suspenze, tobolek, tablet,kapslí, dražé, enterosolventních tablet (nerozpouštějí se v žaludku, ale až v tenkém střevu) atd. Perorálně lze podávat léky, které nejsou v zažívacím traktu nežádoucím způsobem rozkládány. Alternativním názvem je (usus) peroralis.
Nevýhodou proti jiným formám (nitrožilní aplikace) je pomalejší nástup účinku (cca 30 minut) a horší vstřebávání. Někdy je však rychlé vstřebávání naopak nežádoucí, např. při léčbě střevních infekcí nebo zácpě.